# Quala
Fondée en 1980, Quala S.A. est une multinationale colombienne spécialisée dans la production et la commercialisation de produits dans les catégories de boissons, soins personnels, culinaires, friandises et glacées. Son siège social est situé à Bogota D.C. (Colombie) et dispose d'une présence directe au Mexique, République Dominicaine, Équateur, Pérou, Guatemala, El Salvador, le Honduras et le Nicaragua

## Histoire
En 1980, Michael de Rhodes fondée Quala dans un petit entrepôt à Bogotá. Là, un groupe de sept personnes a commencé la production de Instacrem. Aujourd'hui, il est l'une des entreprises les plus importantes en Colombie avec sa variété de produits pour l'utilisation ou la consommation quotidienne.

## Marques
- Colombie: InstaCrem, BatiCrema, Batilado, Quipitos, Hogareña, La Sopera, Frutiño, Gelatina Frutiño, Gallina, FamiliaYá, BonIce, Activade, Del Fogón, LightYá, Ricostilla, Gelagurt, Savital, Yogoso, Popetas, PulpiFruta, Fortident, Gustiarroz, Sasóned, Frutive, Ego, Boka, SunTea, Vive 100, Aromatel, Don Gustico et BioExpert.

- République dominicaine: Doña Gallina, El Criollito, Frutimax, Juvena, Disfruta, JugosYá, Ricostilla et SkimIce.

- Venezuela: BonIce, El Criollito, Frutimax, Ricostilla, Savital, Fortident et Ego.

- Équateur: Aromatel, Ego, Savital, Fortident, BonIce, BonTea, Yogoso, JugosYá, Doña Gallina et Quipitos.

- Mexique: BonIce, YogurIce, Frutimax, Gelafrut, Ego, Vive 100%, Savilé, Suntea et Riko Pollo et Refresco Mexicana con Orgullo.

- Brésil: Icegurt

- Pérou: Savital, Ego et BonTea.